# Drużynowe Mistrzostwa Polski na Żużlu 1955
Drużynowe Mistrzostwa Polski na Żużlu 1955 – 8. edycja drużynowych mistrzostw Polski, organizowanych przez Polski Związek Motorowy (PZMot).
Zwycięzca I Ligi zostaje mistrzem Polski w sezonie 1955. Obrońcą tytułu z poprzedniego sezonu jest Unia Leszno.

## I Liga

### Ostateczna kolejność DMP 1955
| Poz. | Klub               | Pkt. | Z | R | P  | +/−  |
| ---- | ------------------ | ---- | - | - | -- | ---- |
| 1    | Gwardia Bydgoszcz  | 18   | 9 | 0 | 1  | +112 |
| 2    | Kolejarz Rawicz    | 14   | 7 | 0 | 3  | +69  |
| 3    | Sparta Wrocław     | 12   | 6 | 0 | 4  | +21  |
| 4    | Budowlani Warszawa | 11   | 5 | 1 | 4  | +8   |
| 5    | Unia Leszno        | 5    | 2 | 1 | 7  | –46  |
| 6    | CWKS Warszawa      | 0    | 0 | 0 | 10 | –164 |

## II Liga

### Ostateczna kolejność DM II ligi 1955
| Poz. | Klub                       | Pkt. | Z  | R | P  | +/−  |
| ---- | -------------------------- | ---- | -- | - | -- | ---- |
| 1    | Górnik Rybnik              | 20   | 10 | 0 | 2  | +189 |
| 2    | Sparta Łódź                | 20   | 10 | 0 | 2  | +116 |
| 3    | Włókniarz Częstochowa      | 18   | 9  | 0 | 3  | +104 |
| 4    | Stal Rzeszów               | 12   | 6  | 0 | 6  | +44  |
| 5    | Śląsk Świętochłowice       | 8    | 4  | 0 | 8  | –102 |
| 6    | Kolejarz-Stal Ostrów Wlkp. | 4    | 2  | 0 | 10 | –163 |
| 7    | Stal Gorzów Wlkp.          | 2    | 1  | 0 | 11 | –188 |

## Poznańska Liga Okręgowa

### Ostateczna kolejność Poznańskiej Ligi Okręgowej 1955
| Poz. | Klub                  | M | Duże pkt. | Małe pkt. |
| ---- | --------------------- | - | --------- | --------- |
| 1    | Kolejarz Piła         | 2 | 6         | 37        |
| 2    | Gwardia Poznań        | 2 | 5         | 38        |
| 3    | Unia LKM II Leszno    | 3 | 4         | 42        |
| 4    | Sparta Śrem           | 2 | 4         | 39        |
| 5    | Stal Ostrów Wlkp.     | 1 | 2         | 16        |
| 6    | Start Gniezno         | 1 | 1         | 15        |
| 7    | Kolejarz Skalmierzyce | 1 | 1         | 13        |